# Declaração de Arusha

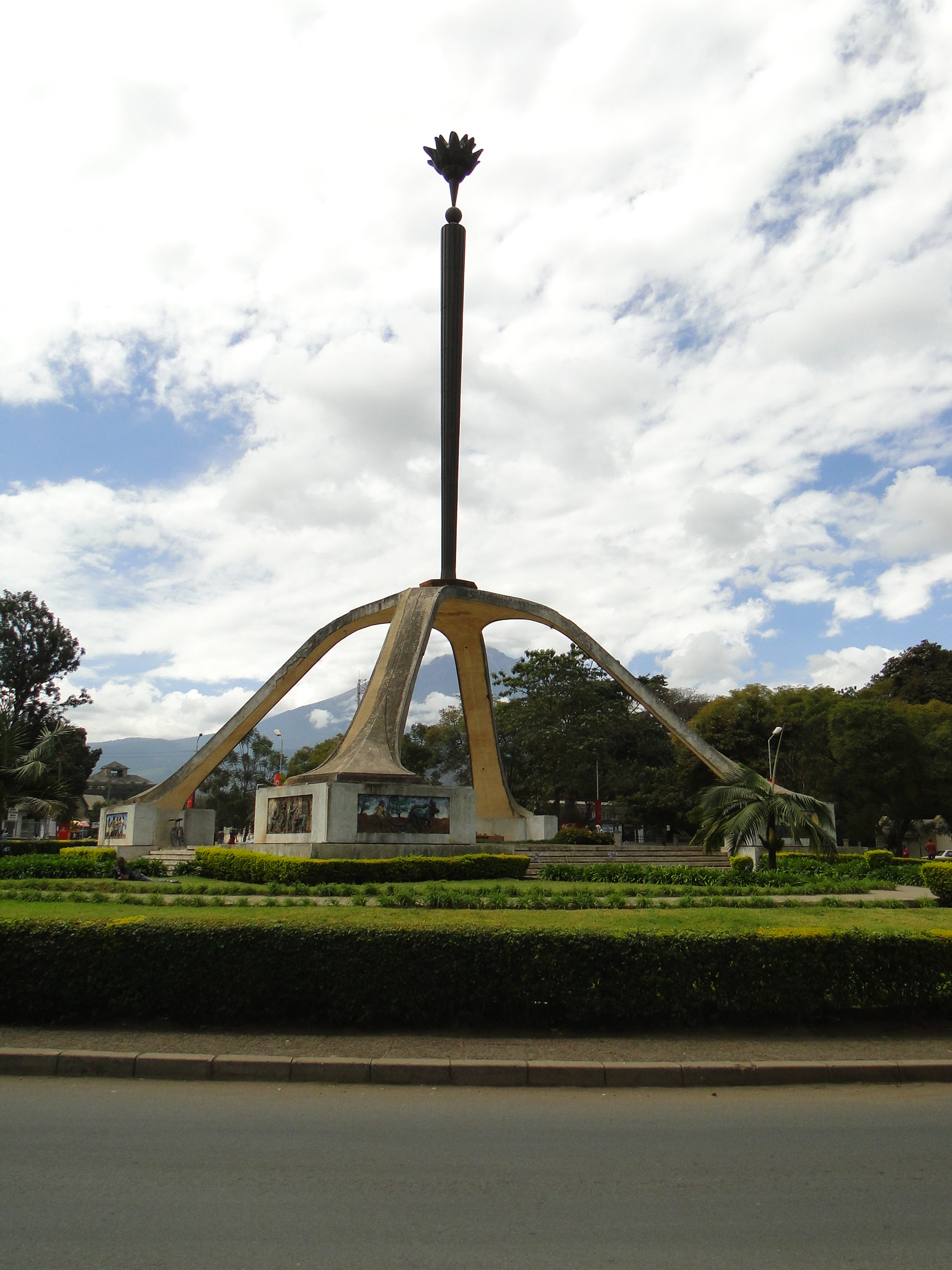
Monumento da Declaração de Arusha

A Declaração de Arusha (em suaíli:  Azimio la Arusha) e a Política de Socialismo e Autossuficiência da União Nacional Africana Tanganica (1967), é conhecida como a principal declaração política do socialismo africano da Tanzânia, Ujamaa, ou irmandade (Kaitilla, 2007). A declaração de Arusha se divide em cinco partes: O "Credo" da UNAT; a Política de Socialismo; a Política de Autossuficiência; a Adesão à UNAT; e a Resolução de Arusha.

## Conteúdo
A primeira parte da Declaração de Arusha, o "Credo" da UNAT, esboça os princípios do socialismo e o papel do governo:
1. Todos os seres humanos são iguais;
2. Todo indivíduo tem direito à dignidade e respeito;

1. Todo cidadão é parte integral da Nação e tem o direito de participar igualmente do Governo a nível local, regional e nacional;
2. Todo cidadão tem direito à liberdade de expressão, de circulação, de crença e de associação dentro do contexto da lei;
3. Todo indivíduo tem direito de receber da sociedade proteção da sua vida e propriedade de acordo com a lei;
4. Todo cidadão tem direito um retorno justo pelo seu trabalho;
5. Todos os cidadãos juntos possuem todos os recursos naturais do país em confiança para seus descendentes
6. Com vista a justiça econômica o Estado deve manter controle efetivo sobre os principais meios de produção; e
7. É responsabilidade do Estado intervir ativamente na vida econômica da Nação a fim de garantir o bem estar de todos os cidadãos e prevenir a exploração de uma pessoa por outra ou um grupo por outro, e prevenir o acúmulo de riqueza de um modo que seja inconsistente com uma sociedade sem classes (Publicity Section, TANU, Dar es Salaam, 1967, p. 1).

As finalidades e objetivos da Declaração de Arusha são:
1. Consolidar e manter a independência deste país e a liberdade de seu povo;
2. Guardar a dignidade inerente do indivíduo em concordância com a Declaração Universal dos Direitos Humanos;
3. Garantir que este país seja governado por um governo democrático socialista popular;
4. Cooperar com todos os partidos políticos em África empenhados na libertação de África
5. Garantir que o Governo mobilize os recursos deste país para a eliminação da pobreza, ignorância e doença;
6. Garantir que o Governo assista ativamente na formação e manutenção de organizações cooperativas;
7. Garantir que o Governo em si participe diretamente no desenvolvimento econômico deste país onde seja possível;
8. Garantir que o Governo dê oportunidades iguais a todos os homens e mulheres independentemente de raça, religião ou status;
9. Garantir que o Governo erradique todos os tipos de exploração, intimidação, discriminação, suborno e corrupção;
10. Garantir que o Governo exercite controle efetivo sobre os principais meios de produção e busque políticas que facilitem o caminho para a propriedade coletiva dos recursos deste país;
11. Garantir que o Governo coopere com outros Estados em África a fim de promover a união africana;
12. Garantir que o Governo trabalhe incansavelmente em busca da paz e segurança mundiais através da Organização das Nações Unidas (Publicity Section, TANU, Dar es Salaam, 1967, p. 2).

A parte dois da Declaração de Arusha foca no socialismo e alguns de seus aspectos chaves que incluem uma política de receber um retorno justo por seu trabalho e a necessidade da liderança e controle dos principais recursos, serviços e governo de estarem nas mãos da classe trabalhadora. Em um "estado verdadeiramente socialista nenhuma pessoa explora outra, mas todos que são capazes de trabalhar... recebem um salário por seu serviço" (Publicity Section, TANU, Dar es Salaam, 1967, p. 3). Os "principais meios de produção", cuja UNAT identifica como sendo aqueles recursos e serviços dos quais uma grande parte da população e das indústrias depende, estão "sob o controle e propriedade" da classe trabalhadora (Publicity Section, TANU, Dar es Salaam, 1967, p. 3). Em seguida é dito que um governo popular eleito democraticamente é um componente essencial do socialismo (Publicity Section, TANU, Dar es Salaam, 1967). A política do socialismo, a UNAT postula, "só pode ser implementada por pessoas que acreditam firmemente em seus princípios e estão preparadas para colocá-los em prática" bem como "viver pelos princípios do socialismo em seu dia-a-dia" (Publicity Section, TANU, Dar es Salaam, 1967, p. 3-4).
A parte três da Declaração de Arusha abraça a importância da autossuficiência nacional e debate a natureza do desenvolvimento. Constatando que "Um homem pobre não usa Dinheiro como Arma", a Declaração de Arusha identifica o coração da luta econômica:
"Nós escolhemos a arma errada para a nossa luta, porque escolhemos o dinheiro como nossa arma. Estamos tentando superar nossas fraquezas econômicas usando as armas dos economicamente fortes – armas que de fato nós não possuímos. Pelos nossos pensamentos, palavras e ações parece que chegamos à conclusão que sem dinheiro não podemos promover a revolução que buscamos. É como se tivéssemos dito, “Dinheiro é a base do desenvolvimento. Sem dinheiro, não pode haver desenvolvimento" (Publicity Section, TANU, Dar es Salaam, 1967, p. 5).
Em segundo lugar, nenhuma quantidade de dinheiro, seja acumulado através de tributação, ajuda estrangeira ou investimento privado, jamais será suficiente para realizar os objetivos de desenvolvimento e necessidades de independência de uma nação (Publicity Section, TANU, Dar es Salaam, 1967). A natureza essencial e verdadeira do desenvolvimento é essa: “O desenvolvimento de um país é realizado pelo povo, não pelo dinheiro. Dinheiro, e a riqueza que ele representa, é o resultado e não a base do desenvolvimento.” Além do povo, os pré-requisitos do desenvolvimento são terra, boas políticas e boa liderança e a condição necessária e raiz do desenvolvimento é o trabalho árduo e inteligência do povo (Publicity Section, TANU, Dar es Salaam, 1967).
A parte quatro da Declaração de Arusha, a Adesão à UNAT, enfatiza a importância do comprometimento da liderança com os princípios e objetivos da UNAT e que “acima de tudo, a UNAT é um partido de Camponeses e Trabalhadores” (Publicity Section, TANU, Dar es Salaam, 1967, p. 19). Este princípio de boa liderança influencia a parte cinco da Declaração de Arusha que diz que o papel do governo nesta ideologia é adotar medidas para “implementar a política do Socialismo e Autossuficiência” (Publicity Section, TANU, Dar es Salaam, 1967, p. 20).